# Масари
Сари Абуд (на латиница Sari Abboud), известен с артистичния псевдоним Масари (на арабски: مساري; Massari), е канадски певец от ливански произход.
Роден е в Бейрут, столицата на Ливан на 10 декември 1980 г. Семейството му емигрира в Монреал, Канада, когато е 10-годишен, а 3 години по-късно се преселва във федералната столица Отава, където живее и до днес. Сари има 2 по-малки братя – Сами и Самер.

## Музикална кариера
Първият хит на Масари – Spitfire – излиза през 2002 г. и, въпреки че не пожънва успехи в класациите, се превръща в голям хит по местните радиостанции. Дебютният албум на Масари – Масари – достига златен статус в Канада 6 месеца след излизането му на пазара. Smile for Me, пилотният сингъл от албума с участието на Луун се задържа 6 месеца в канадската класация Топ 40. Със следващия си сингъл Be Easy успява да пробие и на световната сцена. Другите сингли от албума са Real Love и Rush the Floor (с участието на Belly).
В началото на 2007 г. Масари и неговите издатели от Capital Prophets Records Inc. прекратяват договора между тях. След това той подписва с Фростбийт Ентертейнмънт. На 12 юни 2008 година Масари подписва договор с Universal Records. Компанията ще произвежда, рекламира и разпространява албума по цял свят.
През ноември 2009 г. излиза вторият албум на Масари – Forever Massari. Направени са клипове на песните Bad girl и Body Body от албума.

## Дискография

### Студийни албуми

#### Massari (2005)
| №  | Име на песен                          |
| -- | ------------------------------------- |
| 01 | Intro                                 |
| 02 | Be Easy                               |
| 03 | Find a Partner                        |
| 04 | Smile for Me (с участието на Loon)    |
| 05 | When I Saw You                        |
| 06 | Real Love                             |
| 07 | Rush the Floor (с участието на Belly) |
| 08 | Gone Away                             |
| 09 | Who Knows                             |
| 10 | Don't Let Go (с участието на Belly)   |
| 11 | Show Me                               |
| 12 | Follow My Lead (с участието на Vico)  |
| 13 | Inta Hayati                           |
| 14 | What Kinda Girl?                      |

#### Forever Massari (2009)
| №  | Име на песен                     | Мин. |
| -- | -------------------------------- | ---- |
| 01 | Body Body                        | 3:42 |
| 02 | Love Triangle                    | 4:27 |
| 03 | Moving Target                    | 4:01 |
| 04 | Eyes Like Diamonds               | 3:32 |
| 05 | Under The Radar                  | 3:26 |
| 06 | Forever Came Too Soon            | 3:46 |
| 07 | Bottle It Up                     | 3:10 |
| 08 | Something Stopping Me            | 3:34 |
| 09 | Cookie Jar                       | 3:56 |
| 10 | Girls Around The World           | 3:40 |
| 11 | Push It On Me                    | 3:37 |
| 12 | Breathe                          | 3:30 |
| 13 | Bad Girl                         | 3:10 |
| 14 | Heart And Soul (Rohe Bein Edeik) | 3:37 |
| 15 | Milan                            | 3:30 |

#### Tune In (2018)
=
iTunes бонус песен
| №  | Име на песен                            | Мин. |
| -- | --------------------------------------- | ---- |
| 16 | Just Entertainment (iTunes Bonus Track) | 5:05 |